# Vittorio Bigari
Vittorio Maria Bigari (* 1692 in Bologna; † 1776 ebenda) war ein italienischer Maler des Spätbarock.

## Leben

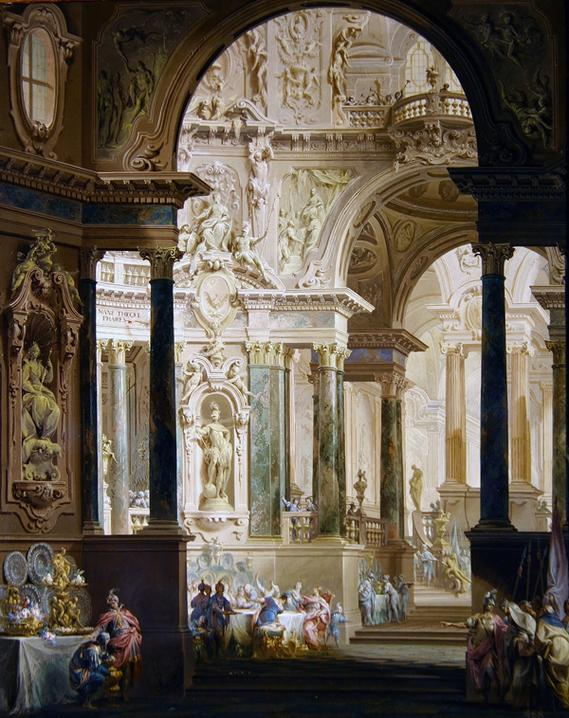
Das Fest des Belsazar (1740)

Vittorio Bigari war der Sohn des Malers Giacomo Bigari. Seine ersten künstlerischen Fähigkeiten bewies er als Stuckateur und Dekorateur in seiner Heimatstadt Bologna, bevor er sich als Schüler von Antonio Dardani der Malerei zuwandte. Seine frühesten Werke aus dieser Zeit sind das Altarbild der Kirche San Nicolò in Carpi aus dem Jahr 1720 und die Gemälde der Kirche Sant’Agostino in Rimini, deren barocke Ausschmückung er 1722 gemeinsam mit Ferdinando Bibiena vornahm. In dieser Zeit fertigte er für den renovierten Palast des Bischofs Pompeo Aldrovandi in Bologna einen Dekorzyklus mit mythologischen Szenen im Treppenhaus und den Fluren. In den Jahren 1724 und 1725 entstanden mit den Fresken für den Palast Manfredi in Faenza und der ikonographischen Gestaltung des Dekors für die Galerie des Palastes Ranuzzi in Bologna, mit Szenen nach Pier Jacopo Martello, Kunstwerke von Selbstausdruck und einer eigenständigen künstlerischen Sensibilität. Diese gelungenen Dekorationen bescherten ihm große Aufträge für andere Paläste in Bologna, insbesondere 1744–1748 noch einmal für den Palast des Kardinals Pompeo Aldrovandi. Im selben Gebäude wie zwanzig Jahre zuvor malte er die große Galerie mit glorreichen Ereignissen und Abbildungen bedeutender Persönlichkeiten der Familie aus, zusätzlich zu Episoden der römischen Geschichte in Grisaille-Technik in der Galerie der Statuen. Seine Berufung an die Akademie der schönen Künste von Bologna (Accademia Clementina) machte ihn weit über die Grenzen der Emilia bekannt. Auf religiösem Gebiet malte Vittorio Bigari in Bologna 1733/1734 Fresken im Mittelschiff der Basilika San Domenico mit Darstellungen von Ereignissen aus der Geschichte der Kirche und des Dominikanerordens. Er malte auch für die Kirche Madonna del Soccorso und nahm die Ausmalung der Kuppel der Kirche Madonna della Guardia vor. 1738 bot er seine Dienste dem Haus Savoyen an und übernahm im Palazzo Reale in Turin die Dekoration der Wohnung der Königin Elisabeth Therese. 1748 erstellte Bigari für die Fresken in den Sälen der Villa Albergati in Zola Predosa bei Bologna den „Triumph des Bacchus und der Ariadne“.
Von seinen drei Söhnen Francesco, Giacomo und Angelo wurde der erste Architekt, die anderen beiden schlugen eine Laufbahn als Maler ein.
Werke von Vittorio Bigari mit weltlichen und religiösen Themen, sind heute in Museen in Italien und im Ausland vertreten. Fresken aus seiner Hand zieren in Bologna und den umliegenden Orten zahlreiche Kirchen und Paläste.

## Werke (Auswahl)
Gemälde:
- Convito di Baldassarre (Gastmahl des Königs Belsazar) teilweise auch Das Fest des Absalon – Pinacoteca Nazionale di Bologna
- Salomone incensa gli idoli (Salomon verbrennt Weihrauch vor den Götzen) – Pinacoteca Nazionale di Bologna
- An architectural capriccio with elegant figures in a portico (Verkauf 26. Januar 2011 bei Christie’s für 25.000 $)

Zeichnungen:
- Tiber mit Romulus und Remus, die von der Wölfin genährt werden (Rötel) – Fondazione Giorgio Cini, Venedig
- Soldaten vor einem Monument (Feder) – Fondazione Giorgio Cini, Venedig
- Flussgott mit Nymphen (Bleistift/Feder) – Fondazione Giorgio Cini, Venedig
- Porträt des Kardinal Lambertini (Sepia/Feder) – Fondazione Giorgio Cini, Venedig
- Capriccio (Kohle/Kreide) – Gabinetto Disegni e Stampe degli Uffizi, Florenz
- Mariä Himmelfahrt (Kreide/Feder) – Scottish National Gallery, Edinburgh
- Stehender Apoll (Kreide/Feder) – Herzog Anton Ulrich-Museum, Braunschweig
- Ein Engel (Verkauf 4. Juli 2000 bei Christie’s für 5.288 £/8.432 €)
- Madonna, ein Bischof und ein Ordensheiliger in anbetender Pose (Verkauf 21. Mai 2005 bei Lempertz)
- Le pape Innocent IV consacrant l’église de Saint Dominique à Bologne (Verkauf 19. Dezember 2006 bei Artcurial)
- Dieux fleuves et nymphes (Verkauf 1. April 2011 bei Christie’s für 3.250 €)

## Galerie seiner Wirkungsstätten (Auswahl)

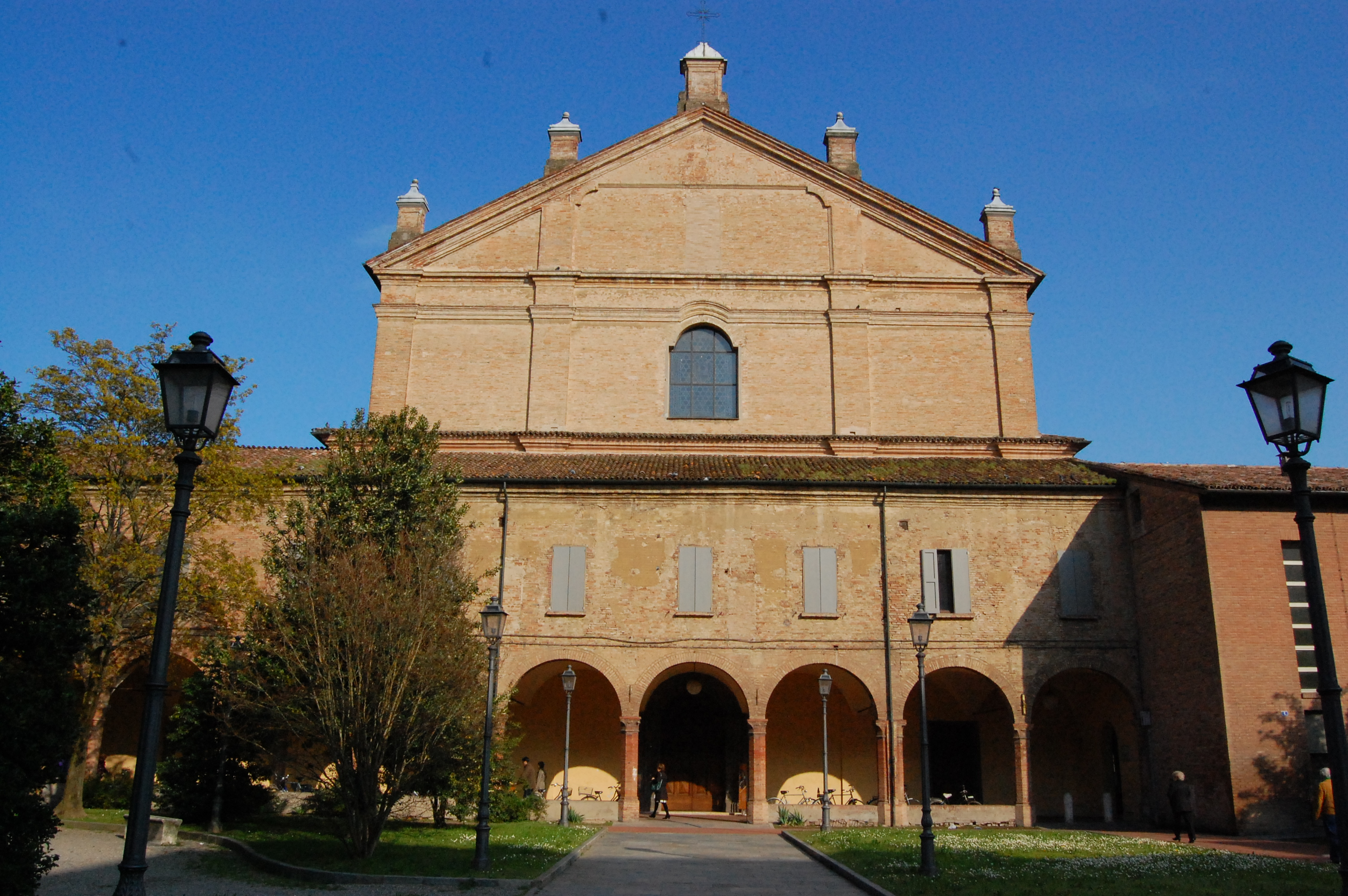
San Nicolò in Carpi
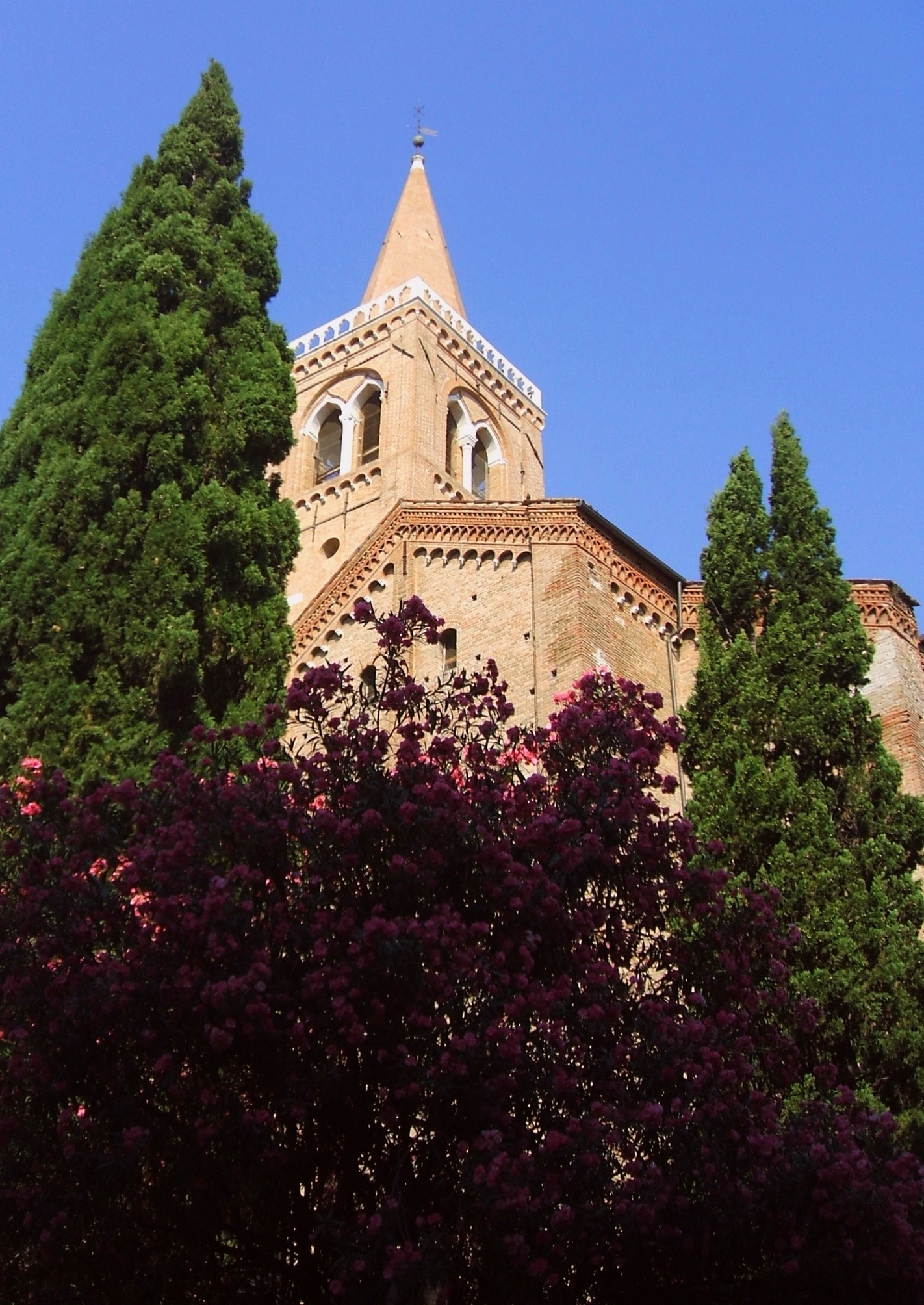
Sant’Agostino in Rimini
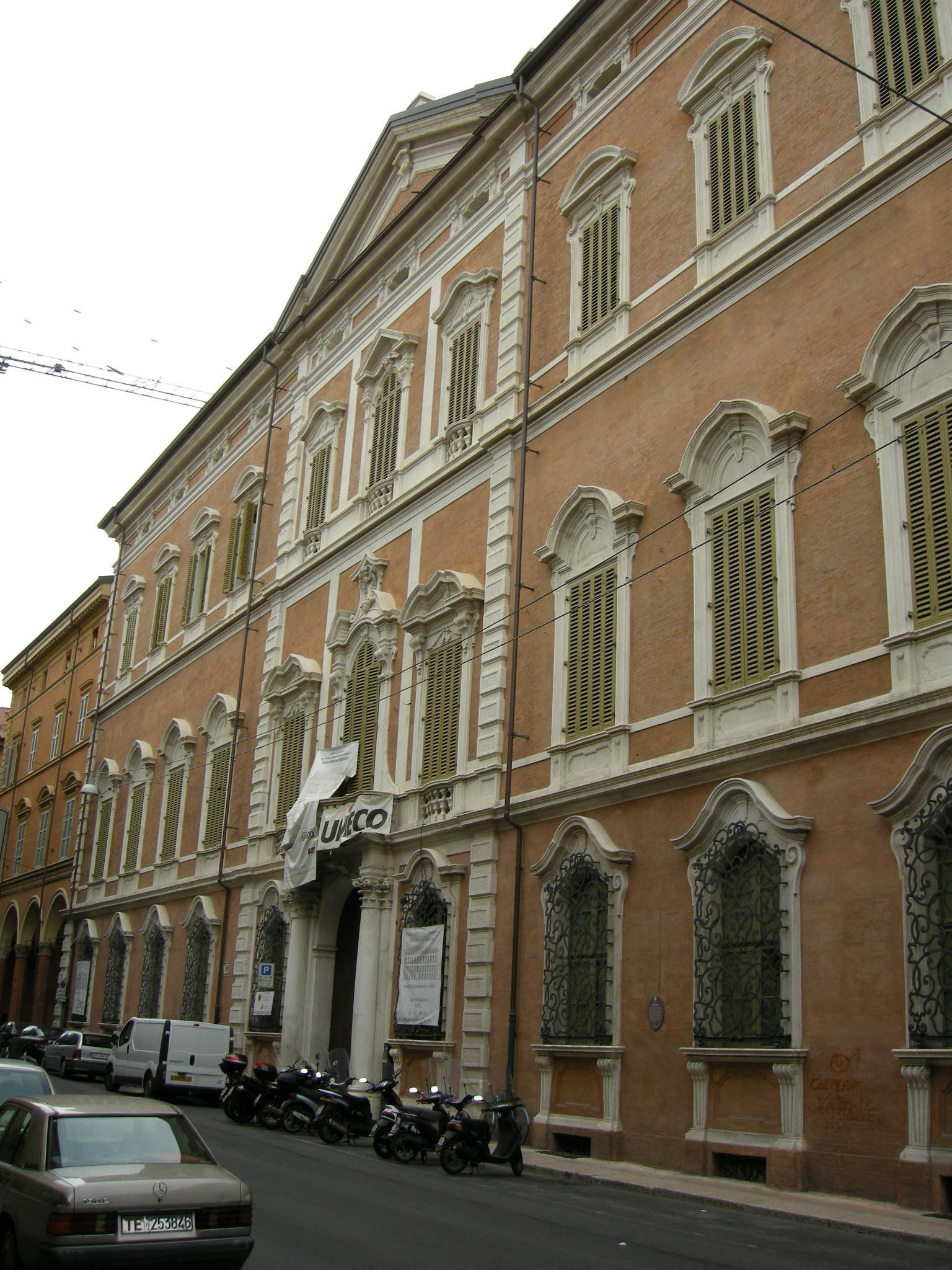
Palazzo Aldrovandi Montanari in Bologna
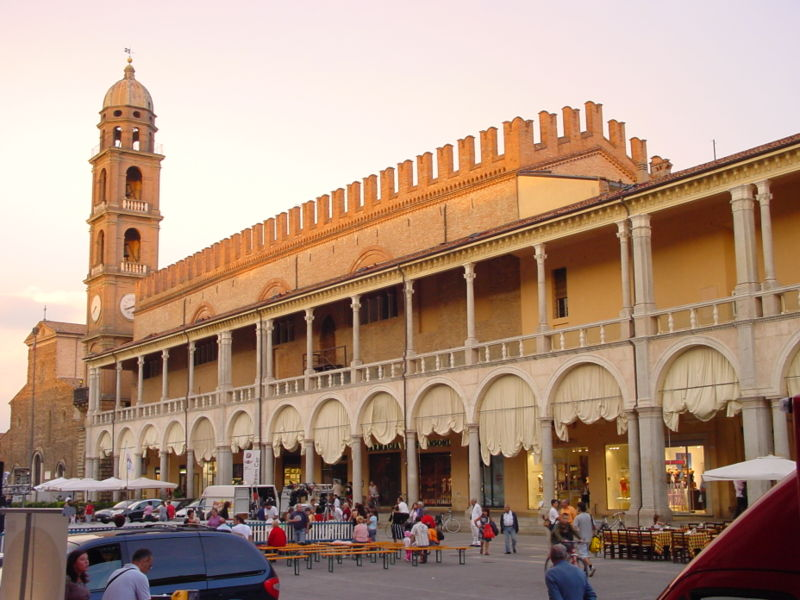
Palazzo Manfredi in Faenza
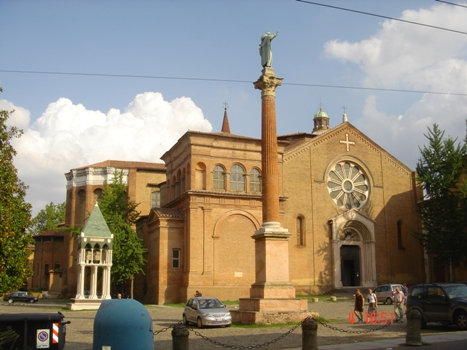
San Domenico in Bologna
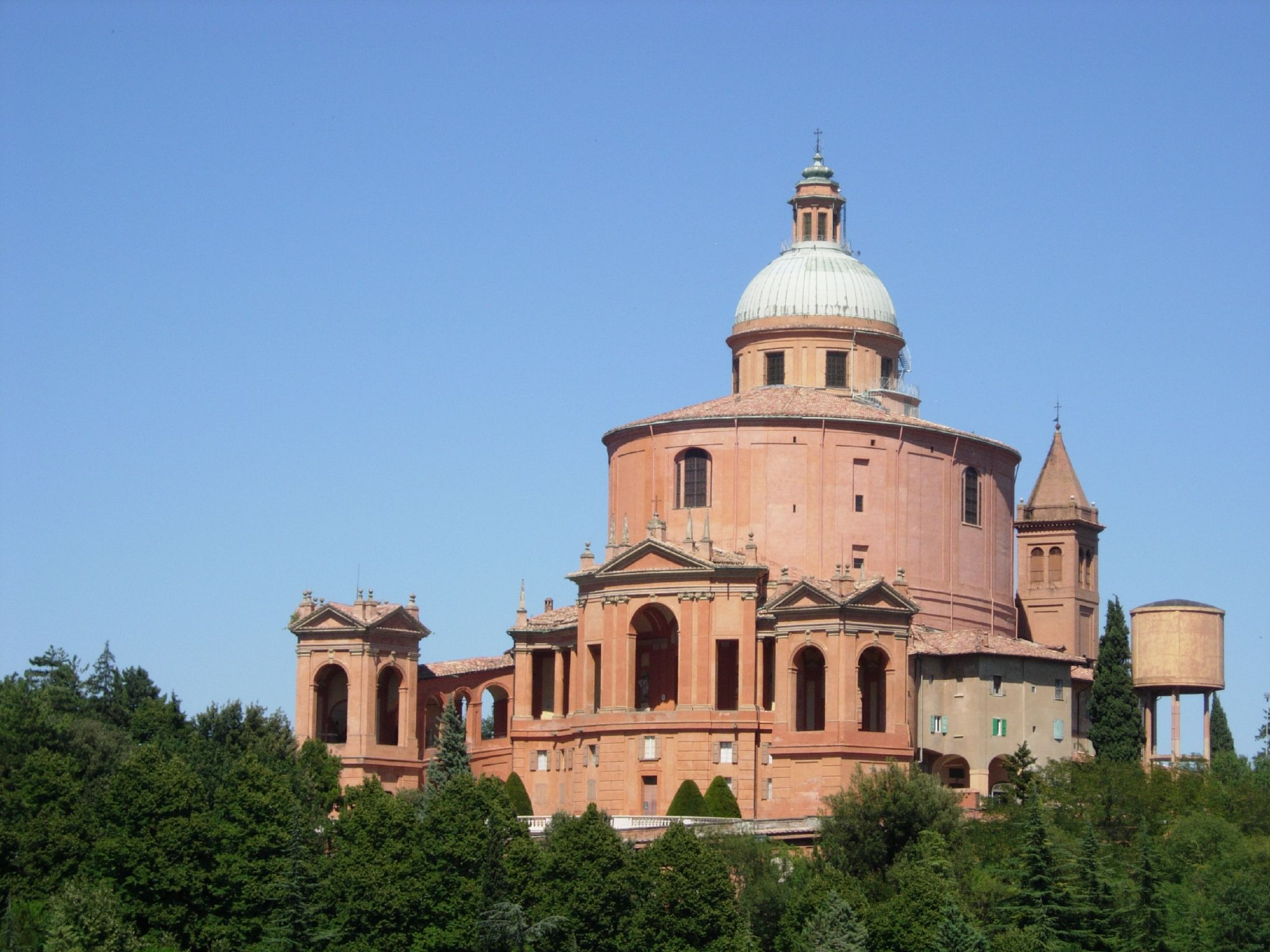
Madonna della Guardia in Bologna
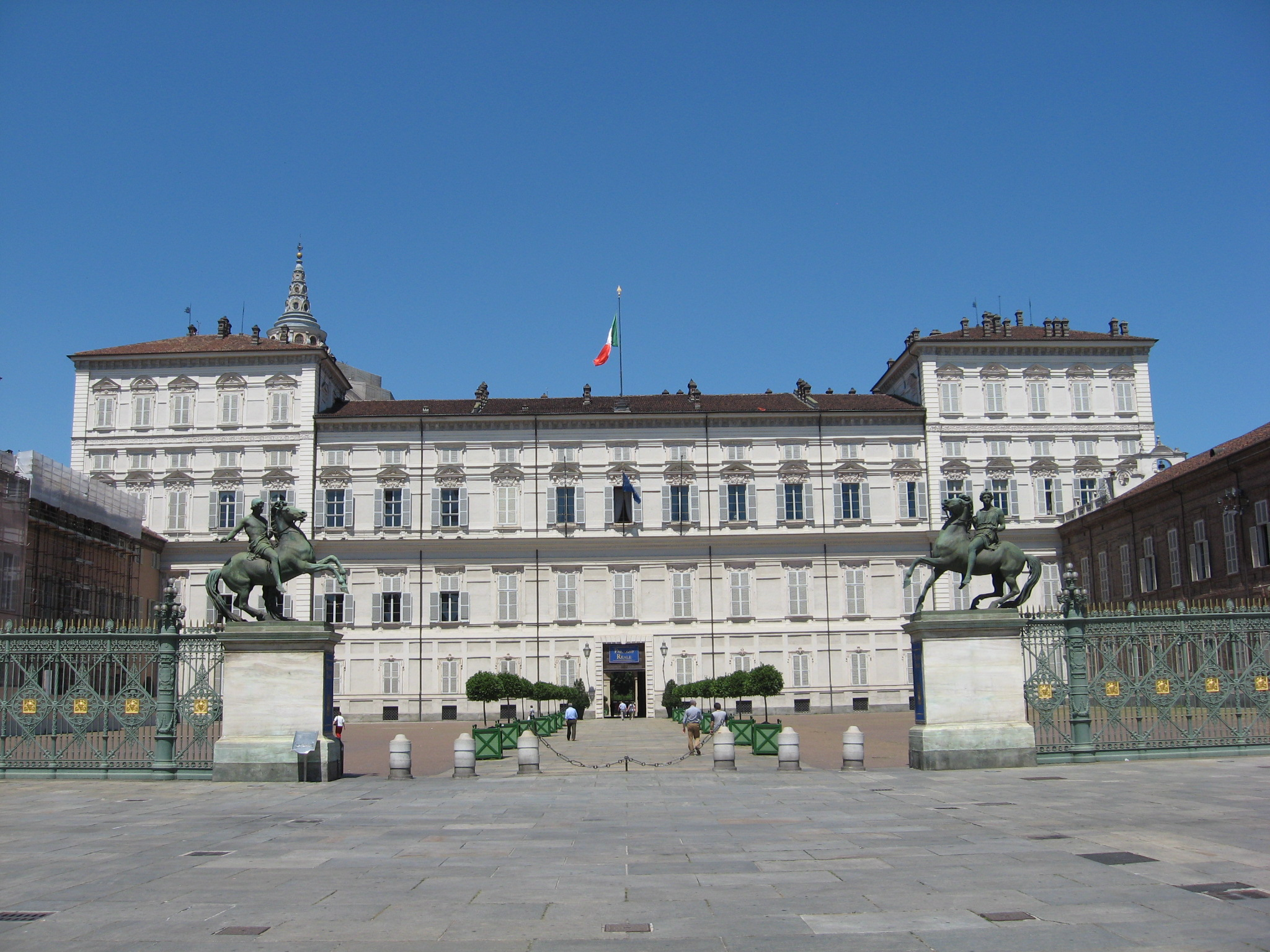
Palazzo Reale in Turin
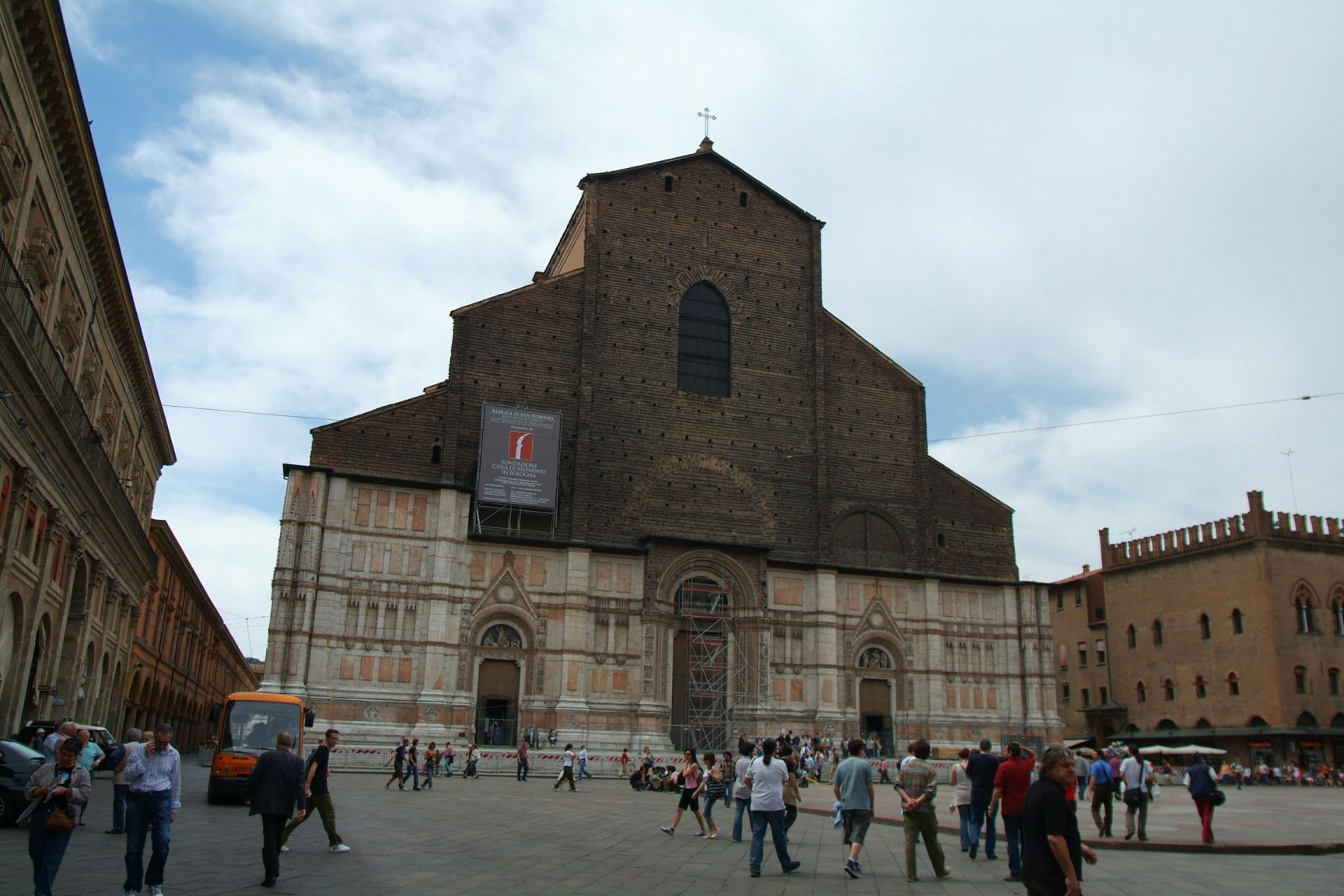
Basilica San Petronio in Bologna